# أكي سامه

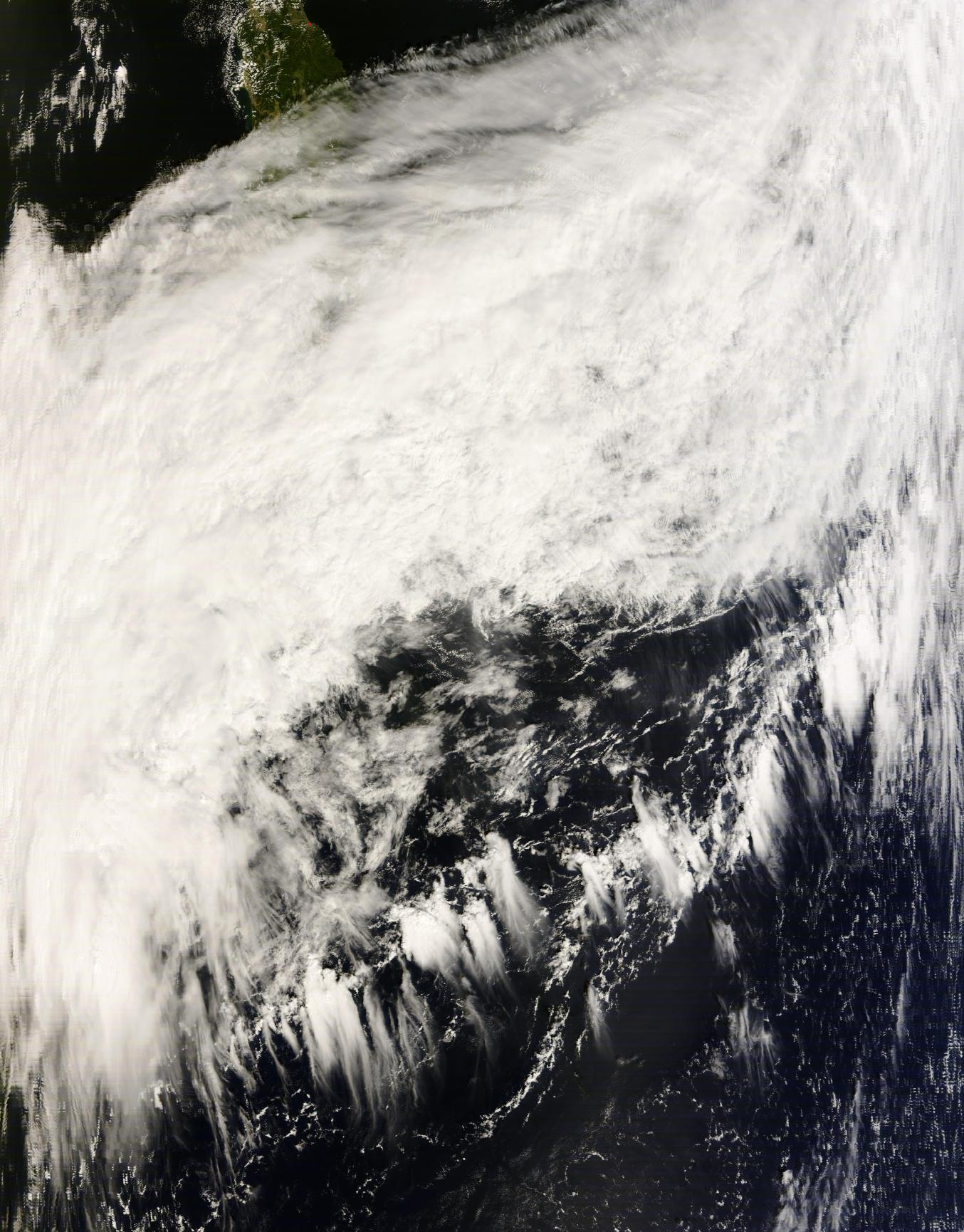
صورة من الأقمار الصناعية للأكي سامه

أكي سامه (باليابانية:  秋雨) أو فصل شورين Shurin Season هو ما يطلق في اليابان على الفترة من السنة التي تبدأ من بداية شهر أيلول وتنتهي في منتصف تشرين الأول، ويسجل في هذا الفصل أعظم مطر سنوي, نتيجة انكماش المرتفع شبه المداري في المحيط الهادي سامحاً بذلك لمنظومة الضغط المنخفض وأعاصير التايفون من التقدم شمالاً إلى اليابان.

## المصدر
- المعجم الجغرافي المناخي